# Schwarza (Hasel)
Die Schwarza, in Mittel- und Oberlauf Schönau bzw. Hasel und im Quelllauf Haselbach, ist ein 30 km langer rechter Nebenfluss der Hasel und gleichzeitig deren hydrologischer Hauptarm im Landkreis Schmalkalden-Meiningen in Südthüringen. Die namentliche Schwarza ist 6,7 km lang und entsteht durch das Zusammenfließen der Schönau mit der von rechts kommenden Lichtenau, die ebenfalls zu den Hauptarmen des Fächers der Hasel gehört.

## Verlauf

### Quelllauf
Der Haselbach entspringt auf fast 800 m Höhe westsüdwestlich von Oberhof im Westen des 904 m hohen Schützenbergs im Thüringer Wald. Der Gewässerursprung in der Talachse liegt knapp über 785 m über dem Meer, dazu kommt nach 200 m der Haselborn auf 790 Metern Höhe an der linken Talflanke.
Der Bach durchfließt danach den Kanzlersgrund, der den bis um 900 m hohen Hauptkamm des Thüringer Waldes (mit dem Rennsteig) im Norden von der stärker in Einzelberge aufgelösten südlicheren Bergkette trennt. Dabei läuft der Bach am Fuße des Nord- und Nordwesthanges des Gebrannten Steins (897 m), des Nordhanges des Ruppbergs (866 m) und des Nordosthanges des Großen Hermannsbergs (867 m).

### Oberlauf
Ab dem Erreichen der Orte Oberschönau und Unterschönau ist der Name Schönau geläufig, jedoch wird der Fluss auf Karten noch meistens als Hasel bezeichnet. Der Bach ändert seine Richtung von Westsüdwesten nach Süden und verlässt den (eigentlichen) Thüringer Wald.

### Mittellauf
In Steinbach-Hallenberg erreicht der Fluss das Buntsandstein-Vorland des Thüringer Waldes. Der Stadtteil Herges und schließlich die Kerngemeinde Viernau werden durchflossen. Unterhalb mündet von links und Osten der Häselbach, 6,4 km, mit seinem Zufluss Landwehr oder Bermbach sogar 7,0 km lang, mit einem Einzugsgebiet von 13,1 km².

### Unterlauf
In Schwarza verdoppelt die Schönau (bislang 22,5 km lang bei 76,3 km² Einzugsgebiet) fast ihre Wassermenge. Zunächst fließt ihr im Norden des Ortes von rechts das Christeser Wasser (8,5 km, 23,8 km²) zu, dann, 800 m südlich nahe dem Ortskern, die Lichtenau (20,7 km, 49,4 km²). 
Der nunmehr Schwarza genannte Fluss fließt weitere 6,7 km nach Süden und vereinigt sich in Kloster Rohr mit der von Osten kommenden Hasel.